# Работайте, братья!

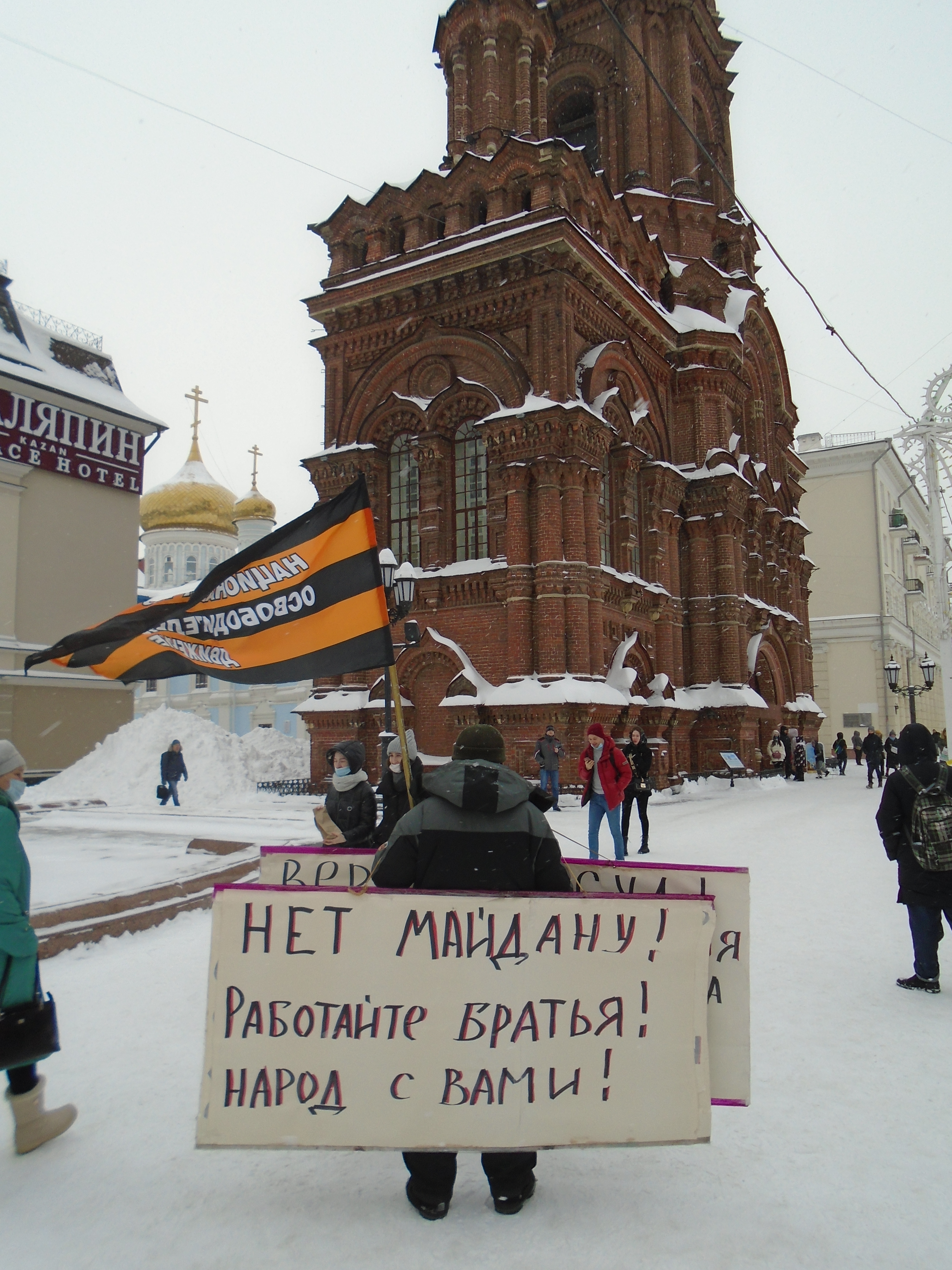
Одиночный пикет сторонника НОД в Казани, 23 января 2021 года

«Работайте, братья!» — крылатое выражение народно-разговорного типа в русском языке и авторский афоризм. Фраза была произнесена лейтенантом полиции Магомедом Нурбагандовым 10 июля 2016 года непосредственно перед тем, как его расстреляли боевики, и оставалась фактом его индивидуальной речи до её публикации в интернете 12 сентября 2016 года.
Со времени публикации фраза часто звучала на государственных радио и телевидении, использовалась в СМИ, публично произнесённых речах, в документальном фильме с одноимённым названием, обращениях, докладах и акциях. Таким образом состоялся процесс её фразеологизации.

## История
Лейтенант полиции Магомед Нурбагандов, отдыхавший с семьёй в окрестностях села Сергокала республики Дагестан, утром 10 июля 2016 года подвергся в палатке нападению пяти вооружённых боевиков. Узнав, что Нурбагандов полицейский, боевики затолкали его с братом в багажник похищенной у таксиста машины, отвезли на некоторое расстояние от зоны отдыха, а затем застрелили. Факт убийства Нурбагандова был снят на мобильный телефон и выложен на один из экстремистских сайтов.
Несколько боевиков из этой группы в сентябре 2016 года были уничтожены, двое — задержаны. При осмотре тел погибших был найден мобильный телефон, на который велась видеосъёмка. Стало ясно, что боевики загрузили на видеохостинг смонтированный ролик, из которого вырезали эпизод, демонстрирующий геройский поступок Нурбагандова. Перед убийством Магомеда принуждали на камеру призвать своих коллег уйти с работы, но он произнёс: «Работайте, братья!».
Осенью 2016 года по всем регионам России активисты общественных организаций и сотрудники органов правопорядка провели акцию: вышли на улицы с табличками «Работаем, брат!». Такие же слова размещались на баннерах, автомобилях.

## Лингвистический анализ

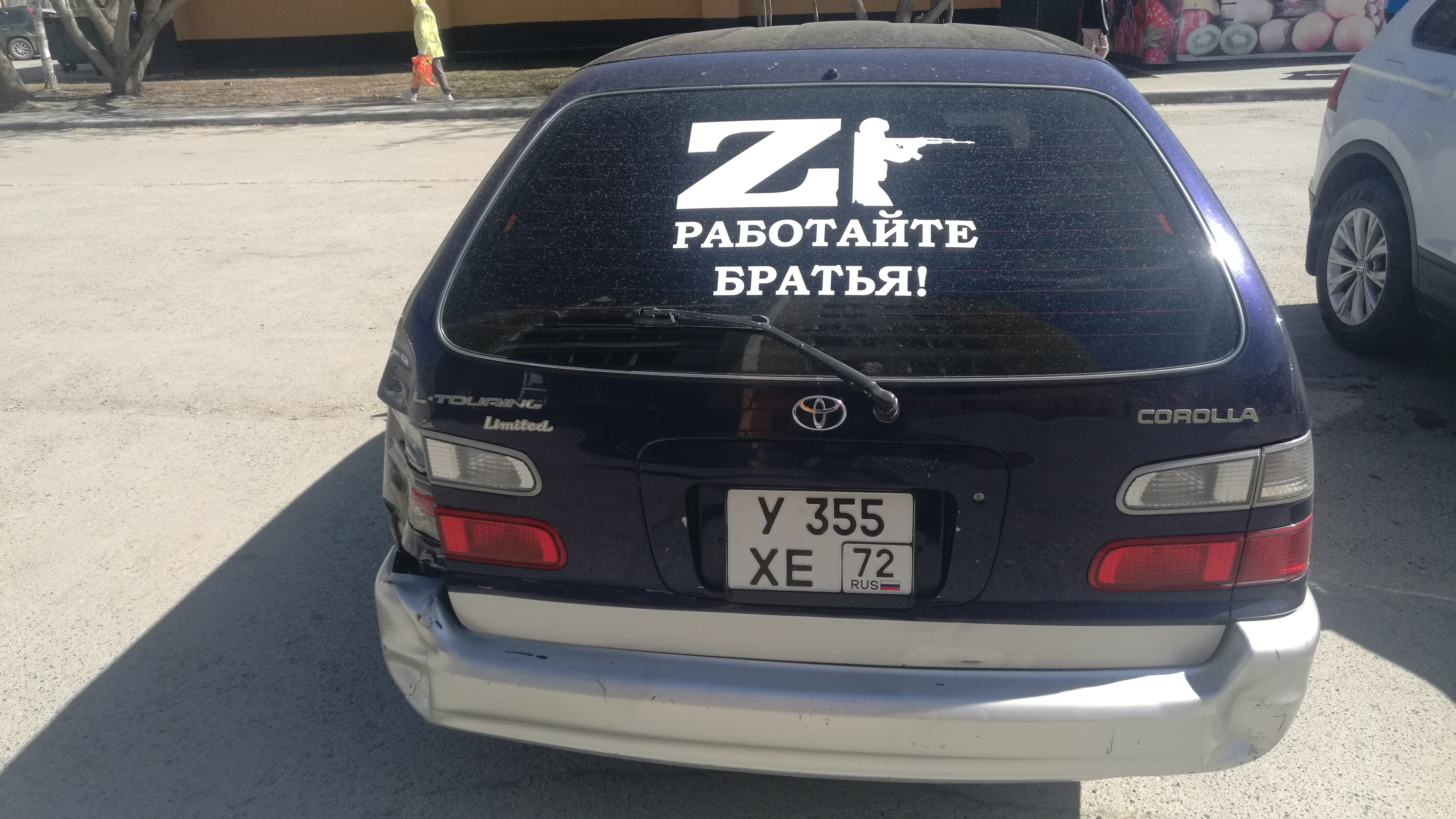
Наклейка на автомобиле в символом вторжения России на Украину, Тюмень

Доктор филологических наук, профессор Замир Тарланов пишет, что со времени публикации фразы и частого её использовании в СМИ — начинается процесс её фразеологизации — при одновременной трансформации в афоризм, крылатое выражение, замкнутое синтаксическое единство, то есть в языковую единицу нового качества. Процесс этот выражается в том, что фраза «Работайте, братья!» приобретает новые значения, меняющие её языковой статус. У фразы появляется новое значение — «уничтожайте боевиков, боритесь с боевиками», и именно такое значение актуализируется в соположении исходной фразы и словесно выраженной реакции представителей силовых структур, прозвучавшей после уничтожения банды боевиков, — «Работаем, брат!».
В профессиональной терминологии представителей силовых структур глагол «работать» используется в качестве родового слова, выполняет роль гиперонима. Приказ «Работаем!» — выступает как сигнал к началу выполнения боевой задачи. Таким образом, переносное, фразеологизированное значение исходной конструкции переосмысляется как «уничтожайте бандитов».
По своей лексической наполняемости фраза «Работайте, братья!» стала фиксированной, её компоненты не могут быть замещаемы другими. Несмотря на то, что фраза является авторской, в ней неизменяем порядок слов, не допускается варьирование временных форм и форм наклонений.
Тарланов указывает, что «данный афоризм воспроизводит и закрепляет абсолютную неэмоциональность, эмоциональную нейтральность исходной фразы в качестве одной из важных его черт, хотя и построен на императиве; беспафосность фразы поразительна, она закономерно переходит и в афоризм».

## Характеристики и оценки
Фраза в исходном виде как речевой факт занимает место между такими единицами малых жанров народной словесности, как крылатое выражение и авторский афоризм, больше примыкая, однако, к крылатому выражению народно-разговорного типа языка.
Тарланов в 2017 году отметил, что «новая языковая единица, которая только складывается, представляя собой фразеологический неологизм, имеет все шансы на то, чтобы стать словесным символом и одним из концептов профессиональной жизни полицейских, нацеленным на развитие общей профессиональной концептосферы».

## В обществе
- Фраза «Работайте, братья!» стала неофициальным девизом сотрудников правоохранительных органов России[5].
- В ноябре 2016 года при участии МВД РФ, Министерства обороны РФ и военного историко-культурного центра при Правительстве РФ учреждена премия «Работайте, братья!» имени Героя России Магомеда Нурбагандова, вручаемая на Международном фестивале народного единства «Белые журавли России»[11].
- В период протестов в поддержку Алексея Навального в начале 2021 года фраза «Работайте, братья!» использовалась в поддержку действий ОМОНа различными российскими государственными[12], общественными деятелями[13], в единичном случае — противником протестов[14]. Маргарита Симоньян в своём твиттере дала высокую оценку работе силовиков, написав: «минус одна женщина с сотрясением, но все же одна на огромную страну! — это заслуживает отдельного спасибо. Работайте, братья» (под женщиной подразумевалась Маргарита Юдина, которая получила удар ногой от силовика, в результате чего была госпитализирована[15]).
- Аналогичным образом фразу использовали во время протестов в Белоруссии (2020—2021) в государственных СМИ в качестве поддержки силовиков[16][17]. Фраза была использована провокатором у здания посольства Белоруссии в России[18].
- Фразу можно услышать на видео жестокого убийства украинского военнопленного во время вторжения России на Украину: предположительно российские военные, кричащие данную фразу, отрезали голову ещё живому солдату ВСУ ножом[19].

### В литературе
- В 2017 году просветительским проектом «Белые журавли России» при поддержке Национального фонда культурных инноваций «Петр Великий» и Национального фонда поддержки правообладателей, под редакцией российского поэта и прозаика Сергея Соколкина было выпущено многотомное литературно-художественное издание антологии современной военной и патриотической песни «Работайте, братья!». Презентация первого издания в России состоялась в начале 2018 года[20][21], в последующее время презентации также состоялись в ДНР[22] и ЛНР[23], по состоянию на февраль 2020 года выпущено три издания антологии[24].

### В музыке
- В 2019 году рок-группа «Пилигрим» выпустила сингл «Работайте, братья» (памяти Героя России Магомеда Нурбагандова).